# Pierre Aeby (Politiker, 1884)
Pierre Aeby (* 6. Mai 1884 in Freiburg; † 4. Februar 1957 ebenda, heimatberechtigt in Freiburg) war ein Schweizer Politiker (CVP).

## Biografie
Pierre Aeby wurde am 6. Mai 1884 in Freiburg als Sohn des konservativen Politikers und Bankiers Paul Aeby geboren. Aeby nahm ein Studium der Rechte an den Universitäten von Freiburg, Bonn, Berlin und Paris auf, das er 1910 mit dem Erwerb des akademischen Grades eines Dr. iur. abschloss. Ein Jahr später erhielt er das Anwaltspatent.
In der Folge lehrte Aeby in den Jahren 1911 bis 1952 Zivil- und Handelsrecht an der Universität Freiburg, deren Rektor er zwischen 1939 und 1940 war. Dazu fungierte er seit 1918 als Direktor an der Höheren Mädchenhandelsschule. Pierre Aeby trat als Autor zahlreicher juristischer Werke und Studien in Erscheinung.
Der unverheiratete Pierre Aeby verstarb am 4. Februar 1957 drei Monate vor Vollendung seines 73. Lebensjahres in Freiburg. Er war ein Neffe des Politikers Georges Python.
Der konservative Politiker Pierre Aeby amtierte von 1922 bis 1938 als Freiburger Stadtammann. Daneben war er von  1931 bis 1947 im Nationalrat, den er vom 4. Dezember 1944 bis zum 3. Dezember 1945 präsidierte, vertreten. Zudem fungierte er zwischen 1940 und 1946 als Präsident der Vorgängerpartei der CVP, nämlich der Schweizerischen Konservativen Volkspartei.
Pierre Aeby setzte sich aktiv für politische und soziale Organisationen des Katholizismus ein und förderte die Entwicklung der Universität Freiburg.